# Windows Fundamentals for Legacy PCs
Windows Fundamentals for Legacy PCs (скорочено «WinFLP») — це операційна система для тонких клієнтів від Microsoft, заснована на Windows XP Embedded й оптимізована для старішого, менш потужного апаратного забезпечення. Вона була випущена 8 липня 2006 року та не продавалась як повноцінна операційна система широкого застосування, хоча функціонально здатна виконувати більшість завдань, пов'язаних між собою. Windows Fundamentals for Legacy PCs містить лише певний функціонал для місцевих робочих навантажень, таких як безпека, керування, завдання, пов'язані з переглядом документів, та .NET Framework. Вона розроблена як рішення клієнт-сервер з RDP-клієнтами та сторонніми клієнтами на кшталт Citrix ICA.

## Історія
Windows Fundamentals for Legacy PCs початково була анонсована під кодовою назвою «Eiger» 12 травня 2005 року. («Mönch» була анонсована як потенційно наступний проєкт приблизно в той самий час.) Назва «Windows Fundamentals for Legacy PCs» вперше з'явилась на пресрелізі в вересні 2005 року, коли операційна система була представлена як «та, яка в минулому мала кодову назву „Eiger“» і була описана як «ексклюзивна перевага для покупців Microsoft Software Assurance».
RTM-версія Windows Fundamentals for Legacy PCs була випущена 8 липня 2006 року. У пресі реліз відбувся 12 липня 2006 року.
У травні 2011 року, Microsoft анонсувала Windows Thin PC як продукт-наступник.

## Технічні характеристики
Microsoft позиціює Windows Fundamentals for Legacy PCs як операційну систему, яка забезпечує роботу базових системних служб на старому апаратному забезпеченні та надалі підтримує основні функції для управління з пізніх версій Windows на кшталт брандмауера Windows, групової політики, автоматичного оновлення й інших служб керування. Однак, вона не вважається операційною системою широкого використання від Microsoft.
Windows Fundamentals for Legacy PCs є похідною від Windows XP Embedded й, як така, є оптимізованою для застарілих ПК. Вона потребує значно менше системних ресурсів, ніж повнофункціональна Windows XP.
Також у ній доступні базова робота в мережі, розширена периферійна підтримка, DirectX і можливість запуску клієнтів віддаленого робочого стола з компакт-диску. У додаток до локальних програм, операційна система пропонує підтримку для тих, хто розміщений на віддаленому сервері за допомогою віддаленого робочого столу.
Windows Fundamentals for Legacy PCs може бути встановлена на локальний жорсткий диск або налаштована на запуск на бездисковій робочій станції.

## Системні вимоги
Попри оптимізацію під старі ПК, системні вимоги для Windows Fundamentals for Legacy PCs аналогічні системним вимогам Windows XP, хоча вона швидше працює на нижчих частотах процесора, ніж Windows XP.

## Обмеження
Windows Fundamentals for Legacy PCs має менший функціонал з у порівнянні з Windows XP. До прикладу, WinFLP не містить Paint, Outlook Express і Windows-ігри на кшталт Solitaire. Ще одним обмеженням є відсутність вкладки Сумісність у діалоговому вікні Властивості для виконуваних файлів.
Internet Explorer 8 (і 7) може бути встановлений, але потрібно застосувати виправлення для повноцінної роботи в цих новіших версіях браузера.

## Доступність
Windows Fundamentals for Legacy PCs була ексклюзивно доступною для покупців Microsoft Software Assurance, оскільки вона була повинна стати недорогим варіантом оновлення для корпорацій з певною кількістю комп'ютерів на базі операційних систем сімейства Windows 9x, але в яких не вистачає обладнання, необхідного для підтримки останньої Windows. Вона не є доступною через роздрібний або OEM продажі.
7 жовтня 2008 року, Пакет оновлень 3 для Windows Embedded for Point of Service і Windows Fundamentals for Legacy PCs став доступний для завантаження.
18 квітня 2013 року, Пакет оновлень 3 для Windows Fundamentals for Legacy PCs став доступний для завантаження знову після попереднього видалення з сайту Microsoft.
При спробі зайти на вебсайт Windows Fundamentals з'являється помилка, що такої сторінки не існує, отже, Windows Fundamentals тепер недоступна для всіх користувачів.
Windows Fundamentals for Legacy PCs має такий же життєвий цикл підтримки як і Windows XP; як і неї, термін підтримки завершився 8 квітня 2014 року.